# Guarambaré
Guarambaré es una ciudad paraguaya ubicada al sur del Departamento Central. Se halla a 28 km de Asunción por la Ruta PY01. La ciudad es conocida por sus artistas y actividades culturales, destacando por ser el más probable lugar de nacimiento del poeta Emiliano R. Fernández,su fiesta patronal del 8 de septiembre (Natividad de María), sus fiestas celebradas cada 29 de septiembre (en conmemoración de la victoria en la Batalla de Boquerón y de San Miguel Arcángel), su ingenio azucarero y su Festival del Takuare'ê (este último es el mayor atractivo turístico de la ciudad).

## Historia
El barrio habría sido fundada en 1538 por el conquistador español Pablo Franco (primera fundación); la segunda fundación la registrada para el aniversario es la del año 1682, día festivo 6 de mayo.
Según una teoría el pueblo originario llamado Guarambaré, da nombre a la ciudad, o el cacique indígena Pedro Guarambaré que lideraba en la zona.
Según Natividad Romero de Vázquez: "Guarambaré, nombre de un cacique, figura en la rebelión indígena junto con los caciques Tavaré y Arecayá, acaecida en 1541, por la injusta muerte de éste último".

## Demografía

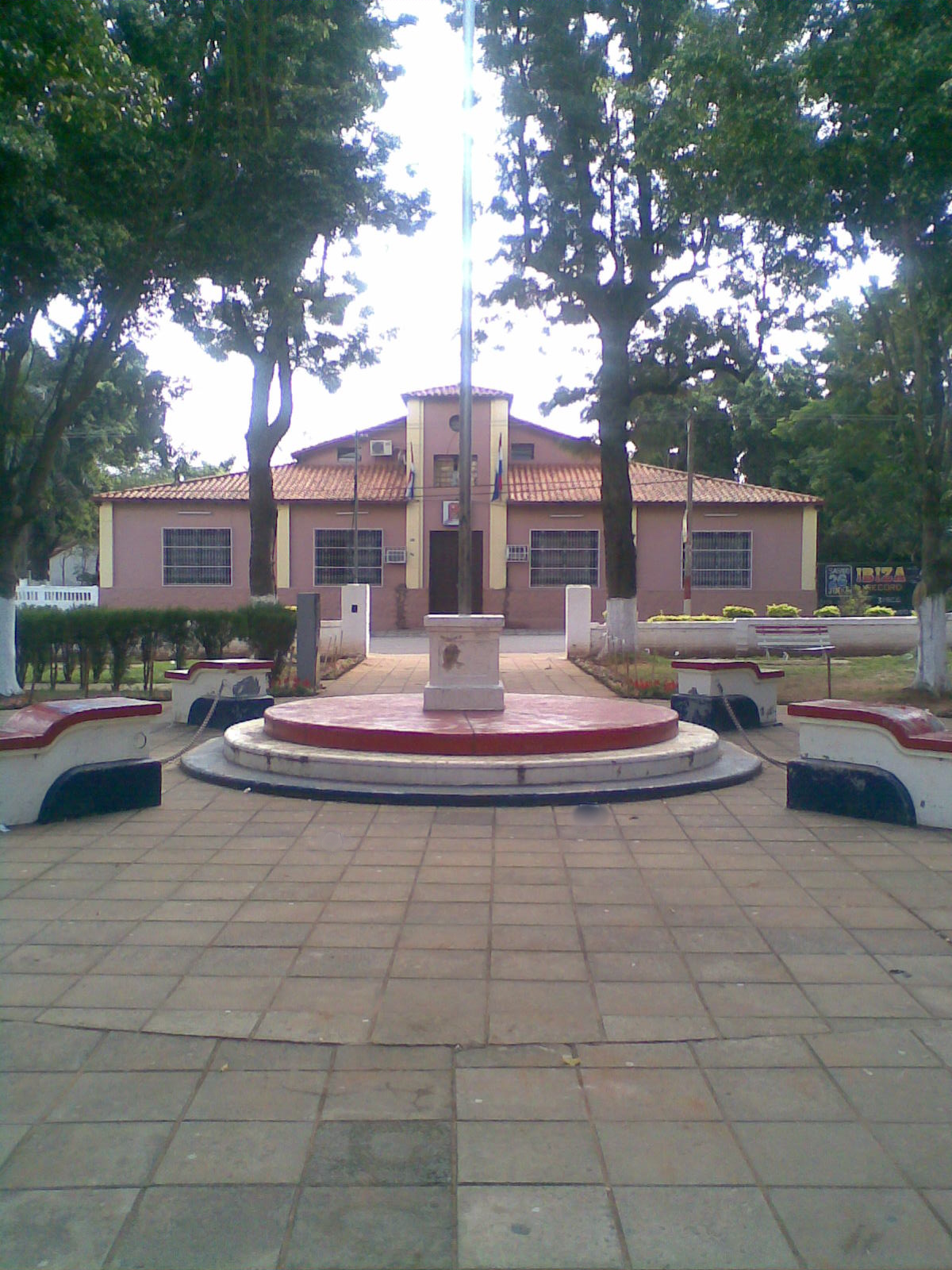
Plaza de Guarambaré.

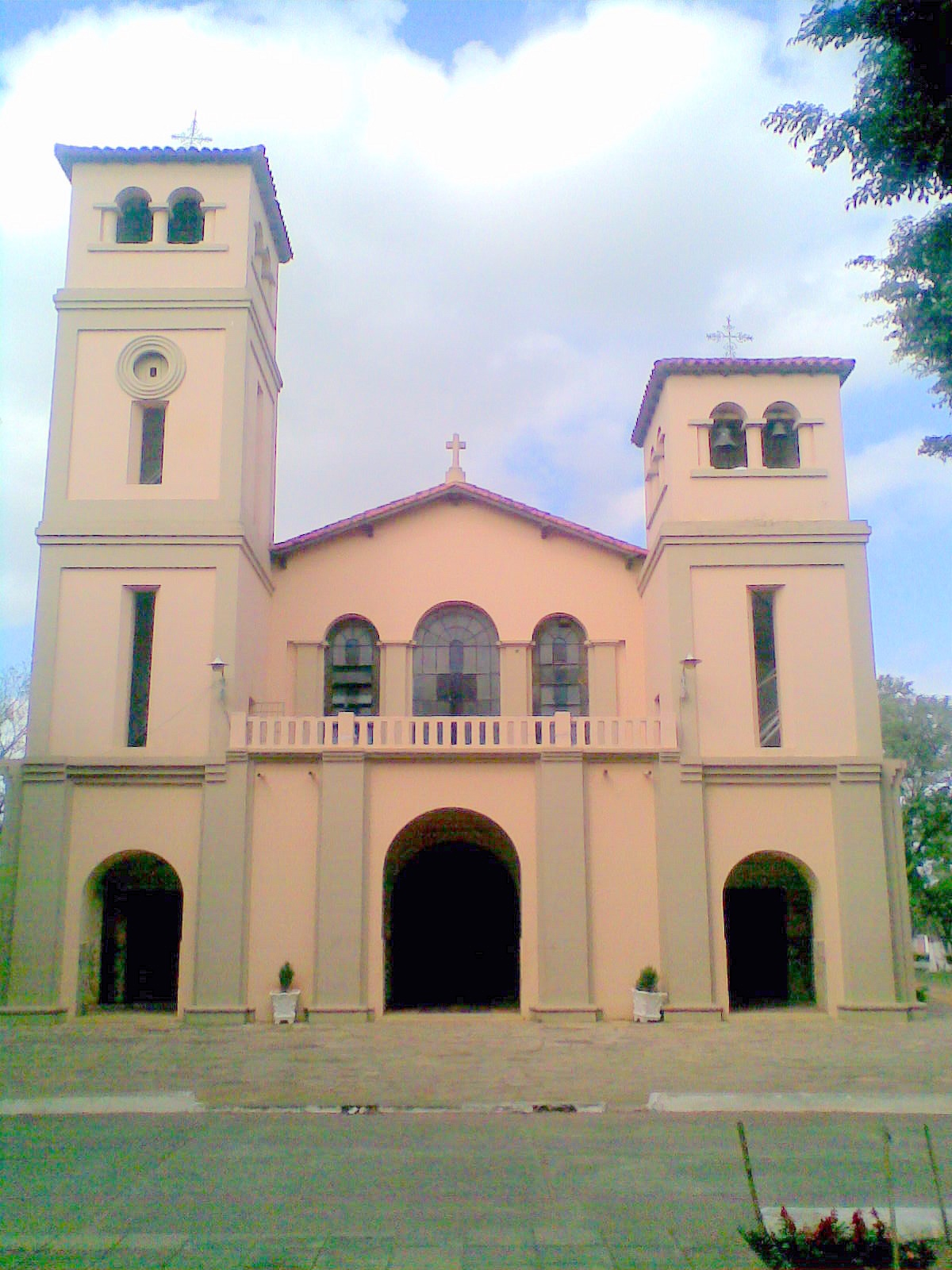
Iglesia.

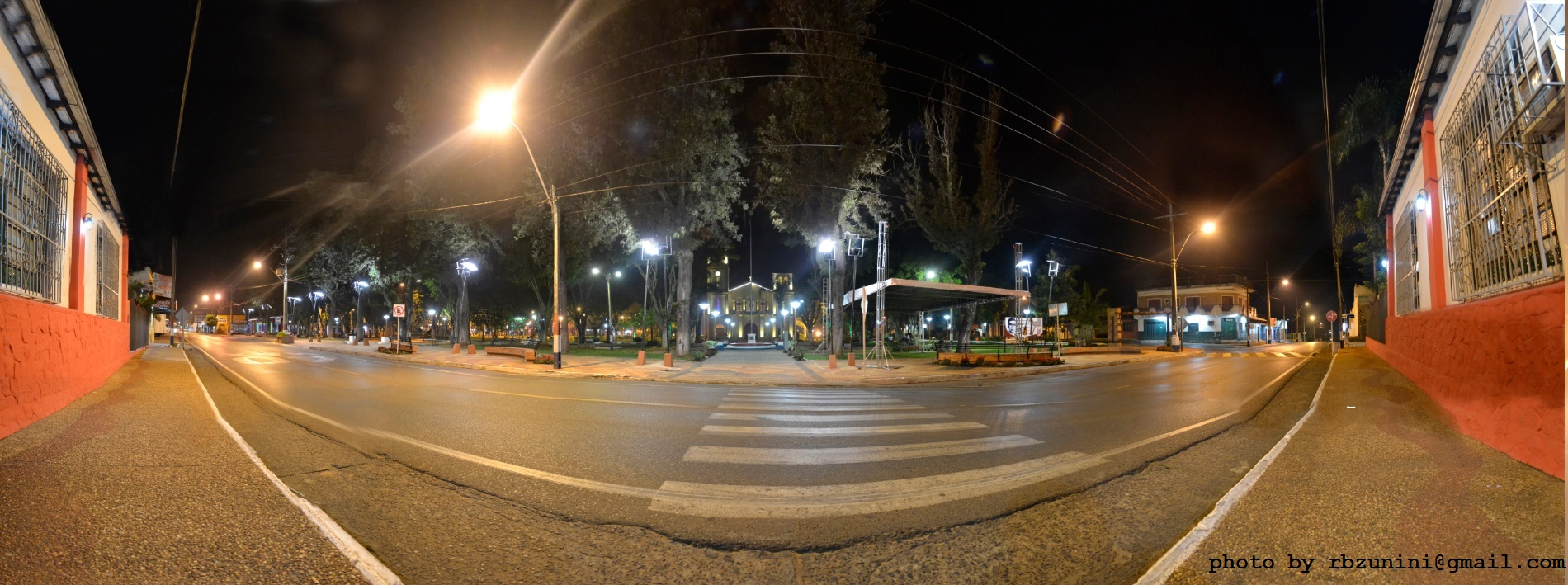
Fotografía de 180 grados

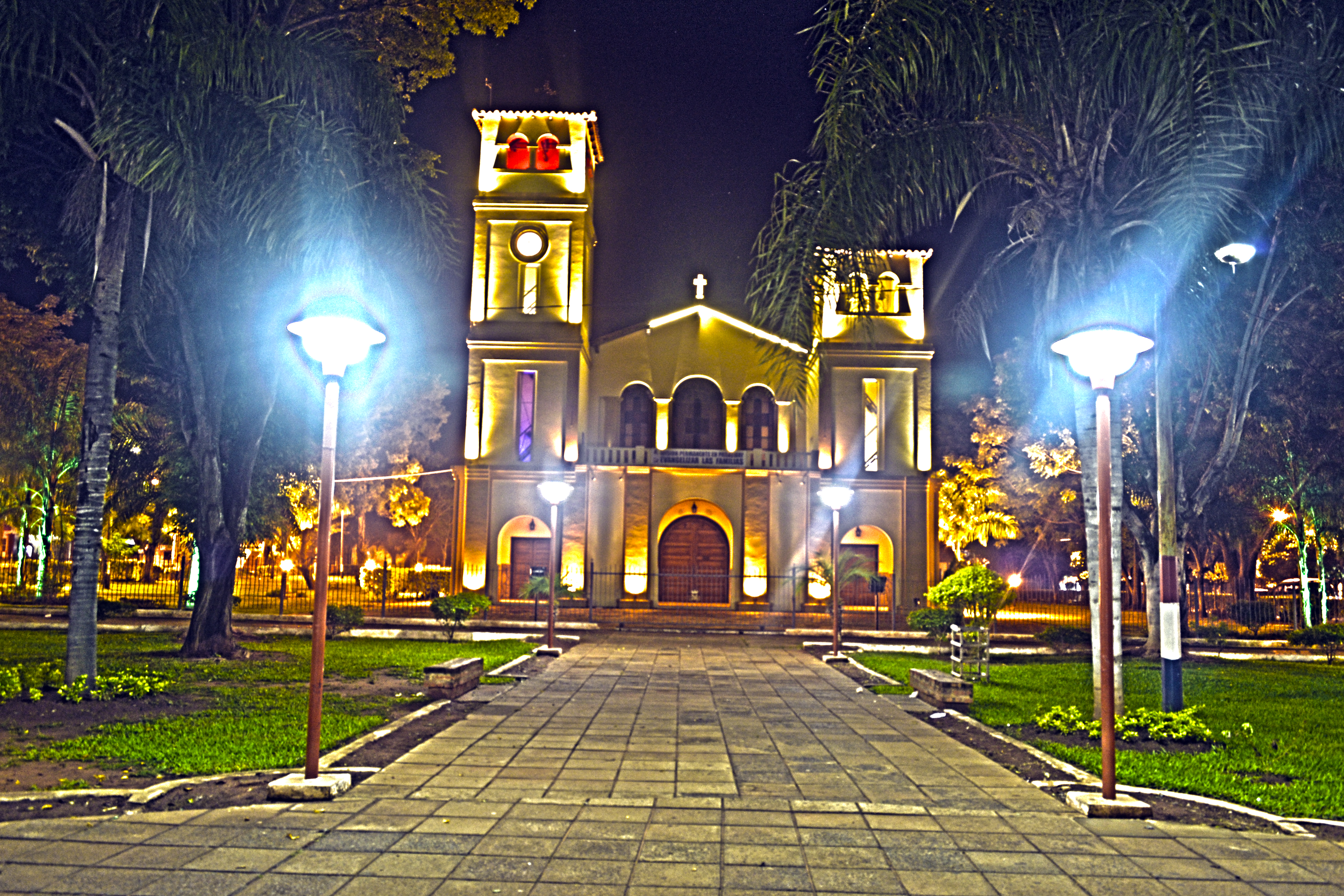
Iglesia Natividad de María

Guarambaré cuenta con 27 695 habitantes según datos oficiales del censo paraguayo de 2022. El distrito se divide en un total de 11 barrios, de los cuales 7 se hallan en la zona rural y 4 en la zona urbana.

## Economía
La ciudad cuenta con un ingenio azucarero "La Felsina" que produce azúcar convencional y azúcar orgánica, a partir de la caña de azúcar. La fábrica exporta azúcar orgánica certificada a EE. UU., Europa y Asia.Anteriormente, hasta el 2017, también funcionaba en la ciudad la Azucarera Guarambaré S. A. (AGSA), conocida como Azucarera Vaesken.
El mercado municipal es el principal centro de compras de la ciudad en donde está rodeado de comercios de ramos generales.
La ciudad cuenta con restaurantes, hotel y locales de comidas, además, con dos supermercados: uno en la entrada a la ciudad sobre acceso Sur (Actualmente Ruta 1), y otro frente a las galerías del mercado municipal, el cual sería el primero con propietario de natalicio guarambareño.[cita requerida]
El mayor porcentaje de los guarambareños trabaja fuera de la ciudad, en las industrias de Villeta,Ypané y la zona metropolitana.[cita requerida]

## Cultura

### Arquitectura
La ciudad presentaba una arquitectura colonial (principalmente en su centro histórico), con casonas construidas a finales del siglo XIX, pero algunas fueron recientemente demolidas para la construcción de edificaciones más modernas, pese a la oposición de los vecinos.

### Educación
En la ciudad existen varias instituciones educativas públicas y privadas, las que cuentan con Nivel Medio (Bachillerato) son: Colegio Nacional Medalla Milagrosa, Centro Educativo 14 De Julio, el Colegio Parroquial Natividad de María, el Colegio Técnico Municipal Don Augusto Roa Bastos y el Colegio Nacional Tesape´ara. Las escuelas que cuentan con Educación Escolar Básica y Nivel Inicial son: Escuela Básica N.º 261 "Defensores del Chaco", N.º 91 Medalla Milagrosa", Escuela Básica N.º 6876 Guarambaré, Escuela Básica Tesapeara, Escuela Básica Virgen del Carmen, Escuela Básica Alfeo Zanotti, Taller Infantil Trencito de Colores, Escuela Básica Prof. Pedro Denis, Escuela Básica Lic. Santiago Ramón Picaguá, Escuela Básica Nueva Esperanza, Escuela Básica Privada Ángel de la Guarda, Escuela Básica Privada Divino Niño Jesús, Escuela Básica Don Basilio Mancuello Riveros. También existen las instituciones de Educación Bilingüe para Jóvenes y Adultos como el Centro 11-216, 196, 11-288, 11-8.
Actualmente, también se imparte la educación terciaria universitaria en la ciudad. La Instituciones para este nivel educacional son: Universidad Católica de Asunción (UCA) en las carreras de Contador Público Nacional, Derecho, Análisis de Sistemas). También tiene asiento en la Comunidad el Instituto San Roque González de Santacruz, que tiene además la carrera de Formación Docente.

### Música
Los grandes exponentes de la música en guarambare son:  Luis Bordón, Cirilo Fretes Franco (Director de Orquesta), Luis Fretes (Violinista Osca), Lucho Guarambare Villalba (cantante y guitarrista), hasta aquí se respeta la memoria de los grandes cultores, Delia Picagua (cantante y ex coordinadora del Proyecto Sonidos de la Tierra de Guarambaré, actualmente directora de la Escuela de Música Gabino Bordón), Ramón González (Bandoneonista y Director de los Nobles), Julio Barrios (Guitarrista de Los Nobles), Marta Barrios (cantante), Ismael Franco Ortiz (tecladista y acordeonista), Gabriel Taboada (cantante y guitarrista), Pabla Carreras (cantante), Carlos Mora (guitarrista de Los Nobles), Pablo Carreras (Arpista), Dúo Mongelos Torales (consagrados intérpretes de música paraguaya), Víctor Romero y Alice Cabrera (Integrantes de la Orquesta H2O del maestro Luis Szaran), Gisselle Guarie (violinista), Rodrigo Benítez (Guitarrista y Bajista), Sally Ortigoza, Rodrigo Ferreira, Blas Taboada, Silvio Mora (Arpista), Juancito Vallejos (guitarrista y cantante), Geremias Unzain (tecladista y cantante), Gonzalo Ortigoza (Guitarrista popular clásico y transportada, alumno de Kamba´i Echeverría, contrabajista y cantante), Leticia Ortiz (cantante), José García (Bajista), Gustavo Benítez (conocedor de varios estilos musicales), Hermenegildo y Juan Benítez (guitarristas y cantantes del coro parroquial), el joven Marcos Galeano (guitarrista).De la compañía Nueva Esperanza están Alberto González (Bajista y director del grupo Baila Mi Cumbia) y Miguel González (Bajista del grupo 8 corazones) Juan Portillo (percusionista de 8 corazones), Angelo González (Pianista), José González (Bajista Sesionista). Guitarristas destacados: Domingo Mora, Hugo Gómez y su requinto, Hugo Villagra, Fabricio Villalba (Ganador de una edición del Festival del Takuaree en conjunto instrumental "Requintista" en compañía de Víctor Romero "Violin" y Gonzalo Ortigoza "Guitarra"), Enrique Pérez (Ganador de una edición del Festival del Takuaree en solista de guitarra popular) y otros,Gladys Orue (guitarrista y compositora) Mauro Fonseca (bailarín folklórico, artista destacado.) 

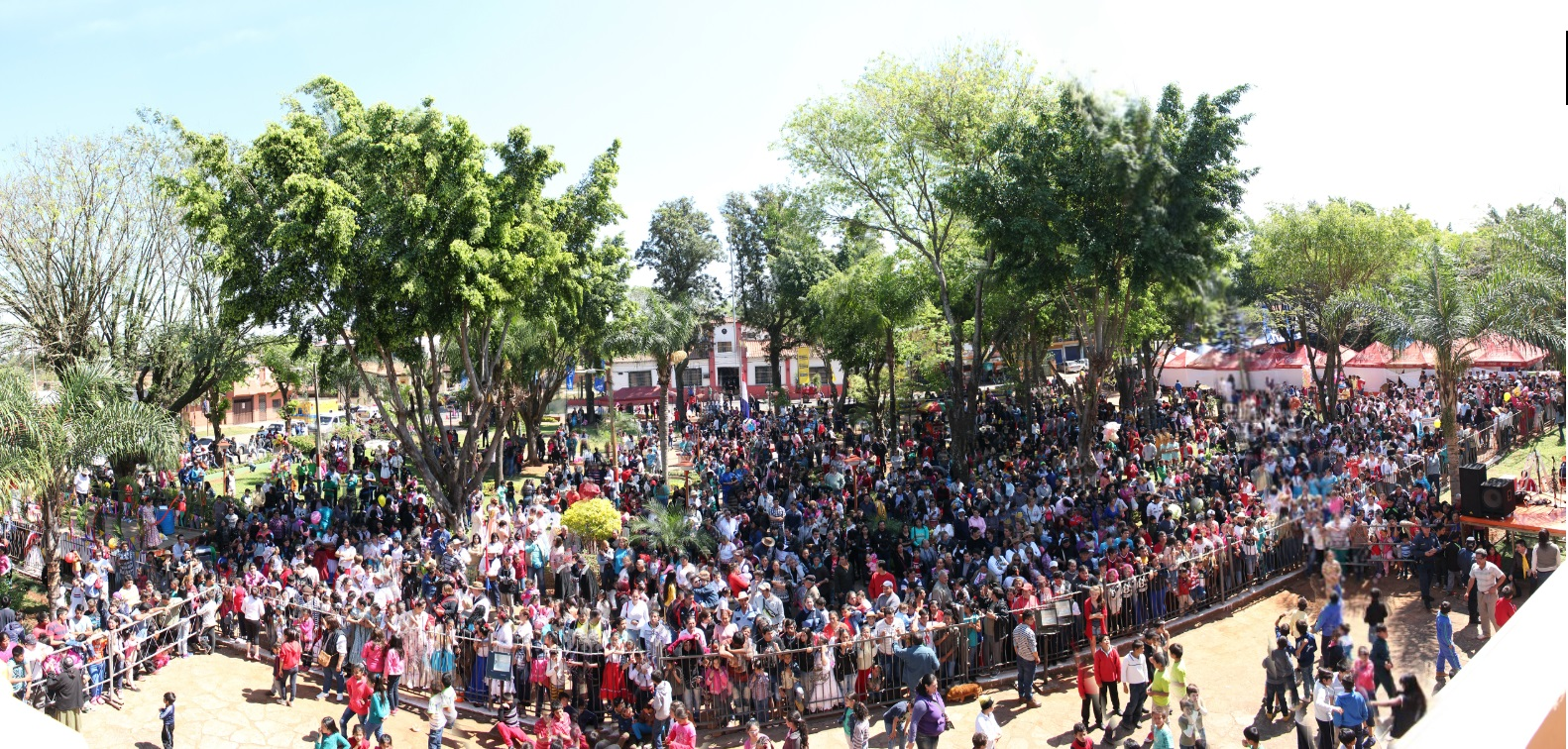
Fiesta Patronal

Guarambaré cuenta con una Escuela en el barrio San Miguel en donde se imparte clase de música denominada Gabino Bordón
La orquesta "Sonidos de la Tierra" (desde el 2007 hasta aprox 2016) representó a la ciudad en los municipios de Coronel Oviedo, Ybycui, Ypané, Capiatá, Asunción, Itá, Villeta, y también a nivel internacional en Argentina (Resistencia y Formosa). En la municipalidad local se habilita clases de Música y de instrumentos musicales tales como guitarra, órgano y violín.

### Deportes
La Liga Central de Deportes de la ciudad, cuenta con los siguientes clubes: Club Tte. Nicasio Insaurralde, Club Luis Alberto de Herrera, Club Tte Fariña,Club Presidente Franco, Club Atlético Independiente, Club Atlético 29 de Septiembre, Club Deportivo San Antonio, Club 25 de Septiembre, Club Rincón Guaraní, Club 15 de Agosto, Club Atlético Nueva Esperanza, Club Deportivo 14 de Julio, Club 6 de Enero.
Los jugadores guarambareños sobresalientes fueron: Heriberto Herrera (jugador y técnico de la Juventus de Turín, mediados de los años 1950); Leongino Unzain (Herrera, Nacional, selección paraguaya, jugador paraguayo transferido a Europa, Lazio de Italia, Toulon, Burdeos, Beziers, Rouen, Grenoble, Barcelona); Nicolás "Manito" Tintel (Barcelona, Sportivo Luqueño y 12 de Octubre de Itaugua); los hermanos Aranda (Cerro Porteño); J. Aranda (Tacuary y Cerro Porteño); hermanos Ferrer (Independiente de Campo Grande); Jorge Teo López (Japón, Francia y Venezuela).
En la actualidad se destaca Richar Salinas (jugador del Club Resistencia de la 1.ª división)